# Hylarana albolabris
Hylarana albolabris är en groddjursart som först beskrevs av Hallowell 1856.  Hylarana albolabris ingår i släktet Hylarana och familjen egentliga grodor. IUCN kategoriserar arten globalt som livskraftig. Inga underarter finns listade i Catalogue of Life.